# エフィンガム伯爵
エフィンガム伯爵（英語: Earl of Effingham）は、イギリスの伯爵位。
第1期は1731年にグレートブリテン貴族として、第2期は1837年に連合王国貴族として創設されており、第2期の家系が現存している。第1期と第2期いずれも第2代ノーフォーク公爵トマス・ハワードの五男ウィリアム・ハワードの流れを汲む。
関連する爵位としてエフィンガムのハワード男爵（Baron Howard of Effingham）とノッティンガム伯爵（第6期）についても触れる。

## 歴史
第2代ノーフォーク公爵トマス・ハワードの五男ウィリアム・ハワードは1554年にイングランド貴族「カウンティ・オブ・サリーにおけるエフィンガムのハワード男爵（Baron Howard of Effingham, in the County of Surrey）」に叙された
このエフィンガムのハワード男爵位を継承した長男チャールズは、1585年から1619年にかけて海軍卿を務め、1588年にはアルマダ海戦でスペイン無敵艦隊を撃破した。その功績で1596年にイングランド貴族「ノッティンガム伯爵（Earl of Nottingham）」位を授与されている。
このノッティンガム伯爵位は1681年に第3代伯爵チャールズが後継者を残さなかったことで絶えたが、エフィンガムのハワード男爵位の方は初代ノッティンガム伯爵チャールズの弟サー・ウィリアム・ハワードの曾孫フランシスに継承された。
その次男の第7代エフィンガムのハワード男爵フランシスは1731年にグレートブリテン貴族「カウンティ・オブ・サリーにおけるエフィンガム伯爵（Earl of Effingham, in the County of Surrey）」に叙されたが、第4代エフィンガム伯爵リチャードが後継者なく1816年に死去したことで絶家し、エフィンガム伯爵位は一度消滅した。
エフィンガムのハワード男爵位の方は第5代エフィンガムのハワード男爵フランシスの弟ジョージの曾孫であるケネスに継承され、彼は1837年に改めて連合王国貴族「カウンティ・オブ・サリーにおけるエフィンガム伯爵」に叙された。このエフィンガム伯爵が今日まで続いており、現在の当主は第7代伯爵デイヴィッドである。
土地はオックスフォードシャーを中心に所有しており、1883年の調査によれば5731エーカーを所有していた。

## 一覧

### エフィンガムのハワード男爵（1554年）
- ウィリアム・ハワード (初代エフィンガムのハワード男爵) (1510年-1573年)
- チャールズ・ハワード (第2代エフィンガムのハワード男爵) (1536年-1624年) (1596年にノッティンガム伯爵に叙される)

### ノッティンガム伯爵（1596年）
- チャールズ・ハワード (初代ノッティンガム伯爵・第2代エフィンガムのハワード男爵) (1536年-1624年)
- チャールズ・ハワード (第2代ノッティンガム伯爵・第3代エフィンガムのハワード男爵)（英語版） (1579年-1642年)
- チャールズ・ハワード (第3代ノッティンガム伯爵・第4代エフィンガムのハワード男爵) (1610年-1681年)

### エフィンガムのハワード男爵（1554年）
- フランシス・ハワード (第5代エフィンガムのハワード男爵)（英語版） (1643年-1695年)
- トマス・ハワード (第6代エフィンガムのハワード男爵) (1682年-1725年)
- フランシス・ハワード (第7代エフィンガムのハワード男爵) (1683年-1743年) (1731年にエフィンガム伯爵に叙される)

### エフィンガム伯爵 第1期（1731年）
- フランシス・ハワード (初代エフィンガム伯爵) (1683年-1743年)
- トマス・ハワード (第2代エフィンガム伯爵) (1714年-1763年)
- トマス・ハワード (第3代エフィンガム伯爵) (1746年-1791年)
- リチャード・ハワード (第4代エフィンガム伯爵) (1748年-1816年)

### エフィンガムのハワード男爵（1554年）
- ケネス・ハワード (第11代エフィンガムのハワード男爵)（英語版） (1767年-1845年) (1837年にエフィンガム伯爵に叙される)

### エフィンガム伯爵 第2期（1837年）
- ケネス・ハワード (初代エフィンガム伯爵)（英語版） (1767年-1845年)
- ヘンリー・ハワード (第2代エフィンガム伯爵)（英語版） (1806年-1889年)
- ヘンリー・ハワード (第3代エフィンガム伯爵) (1837年-1898年)
- ヘンリー・ハワード (第4代エフィンガム伯爵) (1866年-1927年)
- ゴードン・ハワード (第5代エフィンガム伯爵)（英語版） (1873年-1946年)
- モウブレイ・ハワード (第6代エフィンガム伯爵)（英語版） (1905年-1996年)
- デイヴィッド・ハワード (第7代エフィンガム伯爵) (1939年-)
  - 法定推定相続人はデイヴィッドの長男エフィンガムのハワード男爵(儀礼称号)エドワード・ハワード（1971年-）。